# 鼻疔
鼻疔是指发生在鼻尖、鼻翼、鼻前庭部位的疗疮或疖肿，即鼻疖肿。

## 症状
该症起初仅在鼻尖或鼻前庭等局部发生紅腫，继而伴以胀痛，随着病情发展，局部因肿胀皮肤呈亮红状，疼痛加重，局部产生疖节，质硬，此后若病变皮肤中央附近出现颗粒状（小米大小）隆起，色黃白，肿块边界清晰，则多数患者会因脓点自溃，不治而愈；若局部肿块扩散，质地变软，界限不清，则显示局部因病变产生脓液随内循环（血管、淋巴）扩散，可能引起高烧、头痛，附近器官（如鼻、眼）浮肿等的并发症。

## 病因与治疗

### 中医观点
中医认为该病由热毒引起，治疗多配以黄连等清热解毒之物。

## 外部参考
- 鼻疔 （页面存档备份，存于）